# بست وسترن
بست وسترن (انگلیسی: Best Western) شرکت مهمان‌نوازی آمریکایی است، که در سال ۱۹۴۶ تأسیس شد.